# Церодзе, Дудухана Платоновна
Дудухана Платоновна Церодзе (груз. დუდუხანა წეროძე; 8 ноября 1918 — 8 мая 2000) — советская киноактриса. Народная артистка Грузинской ССР (1965).

## Биография
Родилась 8 ноября 1918 года. Член КПСС с 1947 года.
Скончалась 8 мая 2000 года.

## Фильмография
- 1934 — Последний маскарад — Маро
- 1937 — Потерянный рай — Пепела
- 1941 — В чёрных горах — Андя
- 1941 — Огни Колхиды — Нани
- 1943 — Он ещё вернётся — Гогуца
- 1944 — Щит Джургая — девушка
- 1945 — Строптивые соседи — почтальон
- 1955 — Лурджа Магданы — Магдана
- 1957 — Наш двор — Тамара
- 1958 — Мамлюк — Мзеха
- 1959 — На пороге жизни  — Верико
- 1959 — Случай на плотине — Тамара
- 1961 — Жених без диплома — Кесария
- 1963 — Куклы смеются — родственница Гуци
- 1963 — Палиастоми — Эка
- 1965 — Я вижу солнце — Кокано
- 1966 — Игра без ничьей
- 1967 — Город просыпается рано
- 1968 — Тариэл Голуа — Варвара
- 1968 — След Сокола — мать Синеволосой
- 1969 — Смерть филателиста — соседка Касрадзе
- 1970 — Сады Семирамиды — Ивлита
- 1971 — Тепло твоих рук
- 1972 — Чари-рама — Домна
- 1973 — Искатели затонувшего города — Дареджан
- 1975 — Первая ласточка — мать Хвичи
- 1976 — Настоящий тбилисец и другие
- 1981 — Распахните окна — Евросине
- 1983 — Кукарача — Марта
- 1984 — Легенда о Сурамской крепости

## Признание и награды
- Орден Чести (1997)[2].
- Народная артистка Грузинской ССР (1965)[2].
- Заслуженная артистка Грузинской ССР (1958)[2].